# محمد سراج الإسلام
محمد سراج الإسلام مؤرخ بنغلاديشي وأستاذ ونائب رئيس الجامعة الإسلامية السابق. شغل منصب النائب الثاني لرئيس الجامعة الإسلامية من 26 ديسمبر 1986 إلى 18 يونيو 1991. كان أحد مديري ومحرري مشروع بنغلابيديا وأستاذا في قسم التاريخ الإسلامي بجامعة دكا.